# Thoracochromis moeruensis
Thoracochromis moeruensis är en fiskart som först beskrevs av Boulenger, 1899.  Thoracochromis moeruensis ingår i släktet Thoracochromis och familjen Cichlidae. IUCN kategoriserar arten globalt som sårbar. Inga underarter finns listade i Catalogue of Life.